# هينريتش أوربان
هينريتش أوربان (بالألمانية: Heinrich Urban)‏ هو ملحن ألماني، ولد في 27 أغسطس 1837 في برلين في ألمانيا، وتوفي بنفس المكان في 24 نوفمبر 1901.

## وصلات خارجية
- هينريتش يوربان على موقع ميوزك برينز (الإنجليزية)